# 比塞奥勒
比塞奥勒（法語：Busséol，法語發音：[byseɔl]）是法国多姆山省的一个市镇，属于克莱蒙费朗区。

## 地理
比塞奥勒（45°41'27"N, 3°15'14"E）面积5.68 平方千米，位于法国奥弗涅-罗讷-阿尔卑斯大区多姆山省，该省份为法国中南部省份，北起阿列省接壤，东临卢瓦尔省，南至上盧瓦爾省和康塔爾省，西接科雷兹省和克勒兹省。
与比塞奥勒接壤的市镇（或旧市镇、城区）包括：拉普、米雷夫勒尔、阿列河畔圣乔治、圣于连德科佩勒、圣莫里斯。
比塞奥勒的时区为UTC+01:00、UTC+02:00（夏令时）。

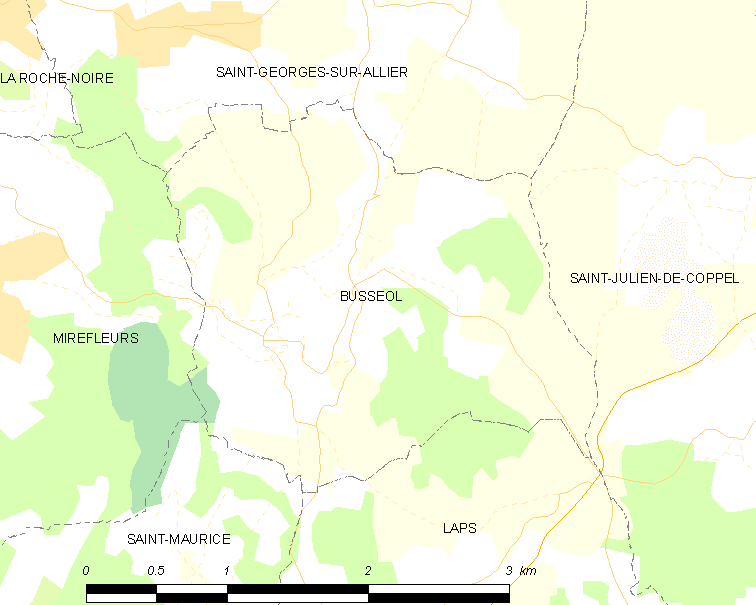
比塞奥勒的OSM定位图

## 行政
比塞奥勒的邮政编码为63270，INSEE市镇编码为63059。

## 政治
比塞奥勒所属的省级选区为维克勒孔特县。

## 人口

1962-2008年间比塞奥勒人口变化图示

比塞奥勒于2022年1月1日时的人口数量为221人。